# Hockey su slittino ai IX Giochi paralimpici invernali
Le gare di hockey su slittino alle paralimpiadi invernali del 2006 si sono svolte dall'11 al 18 marzo 2006 a Torino nell'impianto sportivo temporaneo di Torino Esposizioni.

## Classifica finale
| Pos. | Nazione     | Giocatori |
| ---- | ----------- | --- |
| 1    | Canada      | Jeremy Booker, Bradley Bowden, Billy Bridges, Marc Dorion, Raymond Grassi, Jean Labonte, Herve Lord, Shawn Matheson, Graeme Murray, Todd Nicholson, Mark Noot, Paul Rosen, Benoit St Amand, Dany Verner, Greg Westlake.                                               |
| 2    | Norvegia    | Helge Bjornstad, Eskil Hagen, Atle Haglund, Loyd Remi Johansen, Roger Johansen, Kjetil Korbu Nilsen, Knut Andre Norstoga, Rolf Einar Pedersen, Tommy Rovelstad, Kjell Vidar Royne, Johan Siqveland, Stig Tore Svee, Morten Vaernes, Arne Vik.                         |
| 3    | Stati Uniti | Steven Cash, Taylor Chace, David Conklin, James Connelly, Bradley Emmerson, Manny Guerra Jr., Michael Hallman, Lonnie Hannah II, Joseph Howard, Tim Jones, Taylor Lipsett, Christopher Manns, Alex Salamone, Kip St Germaine, Andrew Yohe.                            |
| 4    | Germania    | Gerd Bleidorn, Sebastiaan Disveld, Marius Hattendorf, Sebastian Kessler, Alexander Klein, Matthias Koch, Marco Lahrs, Robert Pabst, Raimund Patzelt, Rolf Rabe, Frank Rennhack, Udo Segreff, Sven Stumpe, Jorg Wedde.                                                 |
| 5    | Giappone    | Mikio Annaka, Takayuki Endo, Shinobu Fukushima, Naohiko Ishida, Tadashi Kato, Makoto Majima, Junichi Matsui, Eiji Misawa, Mitsuru Nagase, Taimei Shiba, Satoru Sudo, Kazuhiro Takahashi, Toshifumi Takeuchi, Daisuke Uehara, Mamoru Yoshikawa.                        |
| 6    | Svezia      | Aron Anderson, Jan Edbom, Marcus Holm, Niklas Ingvarsson, Kenth Jonsson, Goeran Karlsson, Magnus Karlsson, Jens Kask, Rasmus Lundgren, Peter Melander, Leif Norgren, Frank Pedersen.                                                                                  |
| 7    | Regno Unito | Simon Berry, Mark Briggs, Gary Farmer, David French, Matt Lloyd, Karl Nicholson, Philip Saunders, Nathan Stephens, Stephen Thomas, Ian Warner, Richard Whitehead, Russell Willey.                                                                                     |
| 8    | Italia      | Bruno Balossetti, Danilo Bosio, Gianluca Cavaliere, Andrea Chiarotti, Giovanni Colaone, Fabrizio Cozzi, Orazio Fagone, Ivan Ghironzi, Luigi Grill, Grégory Leperdi, Ambrogio Magistrelli, Francesco Mancuso, Hermann Oberparleiter, Adriano Rossetti, Werner Winkler. |

## Medagliere per nazioni
| Pos | Nazione     | Oro | Argento | Bronzo | Totale |
| --- | ----------- | --- | ------- | ------ | ------ |
| 1   | Canada      | 1   | 0       | 0      | 1      |
| 2   | Norvegia    | 0   | 1       | 0      | 1      |
| 3   | Stati Uniti | 0   | 0       | 1      | 1      |